# تبلت (مجله آنلاین)
تبلت یک مجله آنلاین با رویکرد محافظه‌کار است که بر اخبار و فرهنگ یهودی تمرکز دارد. این مجله از سال ۲۰۰۹ منتشر می‌شود.

### مصاحبه‌های شاخص
- والتر آبیش[۳][۴]
- مایک استولر[۵][۶]
- سیمور استاین[۷][۸]
- نائومی آلدرمن[۹]
- شیمون پرز[۱۰][۱۱]
- آدینا بر شالوم[۱۲][۱۳]